# Patinação de velocidade nos Jogos Olímpicos de Inverno de 2014 - 5000 m masculino

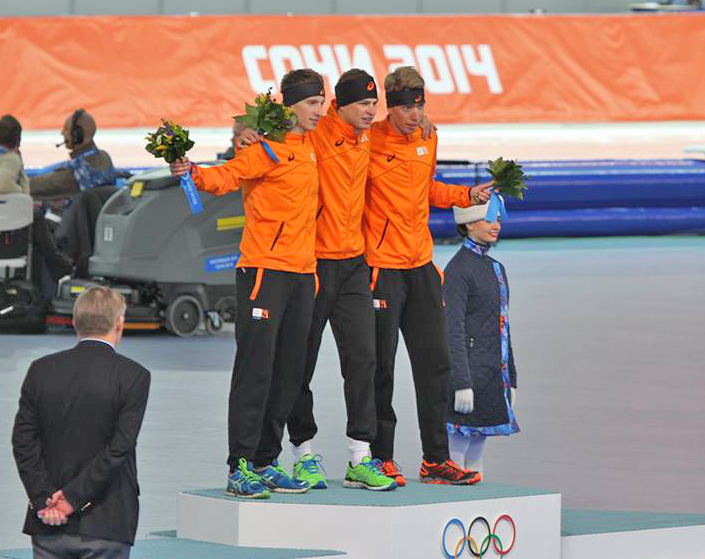
O pódio

As competições de 5000m masculino da patinação de velocidade nos Jogos Olímpicos de Inverno de 2014 foram disputadas na Adler Arena em Sóchi, em 8 de fevereiro de 2014.

## Medalhistas
| Ouro   | NED Sven Kramer     |
| Prata  | NED Jan Blokhuijsen |
| Bronze | NED Jorrit Bergsma  |

## Recordes
Antes desta competição, os recordes mundiais e olímpicos da prova eram os seguintes:
| Tipo | Atleta      | Tempo       | Local     | Data                    |
| ---- | ----------- | ----------- | --------- | ----------------------- |
|      | Sven Kramer | 6:03.32 min | Calgary   | 17 de novembro de 2007  |
|      | Sven Kramer | 6:14.60 min | Vancouver | 13 de fevereiro de 2010 |

Um novo recorde olímpico foi estabelecido:
| Tipo | Atleta      | Tempo       | Local   | Data                   |
| ---- | ----------- | ----------- | ------- | ---------------------- |
|      | Sven Kramer | 6:03.32 min | Calgary | 17 de novembro de 2007 |
|      | Sven Kramer | 6:10.76 min | Sóchi   | 8 de fevereiro de 2014 |

## Resultados
| Pos.              | Par | Raia | Atleta                     | Tempo   | Diferença | Notas            |
| ----------------- | --- | ---- | -------------------------- | ------- | --------- | ---------------- |
| Medalha de ouro   | 10  | O    | NED Sven Kramer            | 6:10.76 | —         | Recorde olímpico |
| Medalha de prata  | 12  | I    | NED Jan Blokhuijsen        | 6:15.71 | +4.95     |                  |
| Medalha de bronze | 11  | I    | NED Jorrit Bergsma         | 6:16.66 | +5.90     |                  |
| 4                 | 12  | O    | BEL Bart Swings            | 6:17.79 | +7.03     |                  |
| 5                 | 11  | O    | NOR Sverre Lunde Pedersen  | 6:18.84 | +8.08     |                  |
| 6                 | 7   | O    | RUS Denis Yuskov           | 6:19.51 | +8.75     |                  |
| 7                 | 13  | I    | GER Patrick Beckert        | 6:21.18 | +10.42    |                  |
| 8                 | 6   | O    | NOR Håvard Bøkko           | 6:22.83 | +12:07    |                  |
| 9                 | 6   | I    | GER Moritz Geisreiter      | 6:24.79 | +14.03    |                  |
| 10                | 13  | O    | KOR Lee Seung-hoon         | 6:25.61 | +14.85    |                  |
| 11                | 2   | O    | POL Jan Szymański          | 6:26.35 | +15.59    |                  |
| 12                | 8   | I    | NZL Shane Dobbin           | 6:26.90 | +16.14    |                  |
| 13                | 9   | I    | KAZ Dmitry Babenko         | 6:28.26 | +17.50    |                  |
| 14                | 7   | I    | USA Emery Lehman           | 6:29.94 | +19.18    |                  |
| 15                | 3   | O    | ITA Andrea Giovannini      | 6:30.84 | +20.08    |                  |
| 16                | 3   | I    | FRA Ewen Fernandez         | 6:31.08 | +20.32    |                  |
| 17                | 10  | I    | USA Jonathan Kuck          | 6:31.53 | +20.77    |                  |
| 18                | 1   | O    | USA Patrick Meek           | 6:32.94 | +22.18    |                  |
| 19                | 5   | I    | GER Alexej Baumgärtner     | 6:34.35 | +23.58    |                  |
| 20                | 2   | I    | CAN Mathieu Giroux         | 6:35.77 | +25.01    |                  |
| 21                | 1   | I    | POL Sebastian Druszkiewicz | 6:37.16 | +26.40    |                  |
| 22                | 4   | O    | KOR Kim Cheol-min          | 6:37.28 | +26.52    |                  |
| 23                | 5   | O    | NOR Simen Spieler Nilsen   | 6:42.47 | +31.71    |                  |
| 24                | 4   | I    | JPN Shane Williamson       | 6:42.88 | +32.12    |                  |
| —                 | 8   | O    | RUS Ivan Skobrev           | 6:19.83 | +9.07     | DSQ              |
| —                 | 9   | O    | RUS Aleksandr Rumyantsev   | 6:24.93 | +14.17    | DSQ              |

Legenda
| Recorde mundial      | Recorde mundial (World record)               |                       | Recorde africano                      | Recorde africano (African) |                                           | Q | Classificado por posição (Qualified) |
| Recorde olímpico     | Recorde olímpico (Olympic record)            | Recorde da América    | Recorde da América (Americas)         | q                          | Classificado por melhor tempo (Qualified) |   |                                      |
| Melhor marca do ano  | Melhor marca do ano (World leading)          | Recorde asiático      | Recorde asiático (Asian)              | DNS                        | Não largou (Did not start)                |   |                                      |
| Recorde nacional     | Recorde nacional (National record)           | Recorde europeu       | Recorde europeu (European)            | DNF                        | Não terminou (Did not finish)             |   |                                      |
| Recorde pessoal      | Recorde pessoal do atleta (Personal best)    | Recorde da Oceania    | Recorde da Oceania (Oceania)          | DSQ / DQ                   | Desclassificado (Disqualified)            |   |                                      |
| Recorde da temporada | Recorde da temporada do atleta (Season best) | Recorde sul-americano | Recorde sul-americano (South America) | NM                         | Sem marca (No mark)                       |   |                                      |